# إيغور بوغاسي
إيغور بوغاسي (بالرومانية: Igor Pugaci)‏ (و. 1975  م) هو راكب دراجة هوائية مولدوفي، ولد في دوباساري، شارك في الألعاب الأولمبية الصيفية 2004، والألعاب الأولمبية الصيفية 1996.

## روابط خارجية
- إيغور بوغاسي على موقع أرشيف الدراجات (الإنجليزية)
- إيغور بوغاسي على موقع إحصائيات الدراجات الإحترافية (الإنجليزية)
- إيغور بوغاسي على موقع نسبة الدراجات (الإنجليزية)
- إيغور بوغاسي على موقع أوليمبيديا (الإنجليزية)